# 고촌도서관
고촌도서관은 경기도 김포시에 있는 공립 도서관이다.

## 연혁
- 2016년 7월 25일 고촌도서관 착공
- 2018년 3월 2일 고촌도서관 준공
- 2018년 3월 30일 고촌도서관 개관

## 이용 안내
- 어린이자료실: 평일 09:00~18:00 / 주말 09:00~17:00
- 종합자료실: 평일 09:00~22:00 / 주말 09:00~17:00

## 휴관일
- 정기 휴관일: 매주 금요일(정기휴관일) 및 일요일을 제외한 법정 공휴일
- 임시 휴관일: 기타 관장이 필요하다고 인정되는 경우